# Margarita Fernández
Margarita Fernández (Buenos Aires, Argentina; 22 de noviembre de 1932 - Ibidem; 10 de octubre de 1971) fue una primera bailarina argentina. Fue una de las nueve integrantes del ballet del Teatro Colón en fallecer en el trágico accidente aéreo en 1971.

## Carrera
Comenzó a los cinco años en el Teatro Infantil Labardén. A los siete, ingresó a la Escuela de Baile del Teatro Colón (luego Instituto Superior de Arte) y se recibió a los catorce. Ocupó primero el puesto de bailarina de fila en el Cuerpo Estable del Teatro Colón y, a los catorce, ganó por concurso y por unanimidad el cargo de solista.
Su primer papel, ya como primera bailarina, fue en Sueño de niña, de J. Strauss. También actuó en obras como Juan de Zarissa, de Werner Egk; El niño brujo, de Carlos Salzedo; Anabel Lee, de Ernst Schiffmann  y El junco, de Floro Ugarte. Realizó giras con el elenco estable por el interior de Argentina y por el exterior. En 1968 bailó en el Festival Internacional de la Danza de París en papeles destacados.
En 1970, actuó en Uruguay. Entre [1969 y 1971 participó en un grupo de ballet patrocinado por una empresa comercial que realizó un ciclo de difusión cultural por el interior del país, y por Perú, Bolivia, Brasil y Paraguay. Integró también varias compañías de ballet con destacados bailarines, con quienes realizó giras por el interior.
Como coreógrafa, destacan sus dos creaciones Visión romántica, de Maurice Ravel, para el Concert Ballet dirigido por Enrique Lommi, y la organización de la Fiesta de la Danza del Club Italiano con primeras figuras del Teatro Colón, dirigidos por Carlos Schiaffino. Hizo varios recitales por televisión con el Royal Ballet y con José Neglia y actuó en diversas películas. El Ateneo Rotariano de Buenos Aires le otorgó en 1968 el Laurel de Plata como personalidad femenina del año en la especialidad ballet.

## Filmografía
- 1957: Una viuda difícil, con dirección de Fernando Ayala, tuvo como protagonistas a Alba Arnova, Alfredo Alcón, Ricardo Castro Ríos y Joaquín Pibernat.

## Tragedia
Cuando por razones artísticas se trasladaba en avión rumbo a Trelew junto al cuerpo estable de baile del Teatro Colón, la aeronave se precipitó a las aguas del Río de la Plata, ocasionándole la muerte a ella y a todos sus compañeros. El hecho acaeció el 10 de octubre de 1971, razón por la cual, en Argentina, se instituyó esa fecha para conmemorar el Día Nacional de la Danza. Fernández tenía por entonces 39 años.
Fallecieron junto a ella los siguientes integrantes del cuerpo de ballet del Teatro Colón: Norma Fontenla (primera bailarina), José Neglia (primer bailarín), Antonio Zambrana, Carlos Schiaffino, Carlos Santamarina, Martha Raspanti, Rubén Estanga y Sara Bochkovsky. También murió el piloto Orlando Golotylec. El Ballet Estable del Teatro Colón cumplía una gira por el interior del país auspiciada por la empresa Pepsi Cola Argentina bajo el nombre de “Plan de Difusión Cultural”.
Durante el velatorio en el Salón Dorado del Teatro Colón, 3.500 personas asistieron para despedir a los artistas. El retiro de los restos de los bailarines rumbo al Cementerio de la Chacarita fue acompañado por Tercera Sinfonía de Beethoven conocida como la Marcha Fúnebre.